# Родни (линеен кораб, 1925)
Родни (на английски: HMS Rodney (29)) е вторият британски линеен кораб от типа „Нелсън“. Наречен е в чест на адмирал Джордж Родни, носи прякора „Роднол“. Негов девиз е латинската фраза „Non Generant Aquilae Columbas“ (на латински: Орлите не могат да родят гълъби). Носи бордов номер 29. Носи служба в Средиземноморието и Атлантика в годините на Втората световна война, участва в потопяването на линкора „Бисмарк“. Разкомплектован за метал през 1948 г.

## Дизайн
Известен е като „Имението на кралица Ана“ благодарение на структурата на капитанския мостик и като „Кораба от вишнево дърво“: той е замислен като кораб с по-големи размери, обаче неговият проект е изменен след сключването на Вашингтонското съглашение. За да се разположат в трите куполни артилерийски установки главните оръдия, всички тези установки са поставени на носа на съда, а за съхраняване на бойните качества е снижена скоростта и махната излишната броня от някои отделения на кораба. Независимо от ограничения, указани в съглашението, линкорите „Родни“ и „Нелсън“ се наричат най-мощните линкори в света (поне до 1936 г.).

## Строителство и въвеждане на служба
Линкора „Родни“ е заложен на 28 декември 1922 г. в един и същи ден с „Нелсън“. Построен е в Бъркинхед от корабостроителницата „Камел Лерд“. На вода е спуснат през декември 1925 г., почти след две години (през ноември 1927 г.) е въведен в състава на флота на Великобритания. Стойността на строителството на кораба съставя 7617000 фунта стерлинги. Един от първите капитани на линкора е лейтенант-командера Джордж Кемпбъл Рос – сина на военноморския инженер и пионер е корабостроенето Арчибалд Рос.

## Служба

### Начало на войната
До войната „Родни“ носи служба в състава на Атлантическия и Домашния флотове. През 1931 г. неговият екипаж участва в Инвергордънския метеж поради намаляването на заплатите на работниците, но след преговори с правителството хората прекратяват съпротивата. В края на декември 1939 г. кораба по спешност влиза за ремонт поради проблем с ходовата част. По време на отбраната на Норвегия кораба е подложен на голямо авионападение, на 9 април 1940 г. до Кармьое – немски бомбардировач пуска над него 500-кг бомба. Тя пробива бронираната палуба, но без да се взриви. На 13 септември 1940 г. „Родни“ извършва преход от Скапа Флоу на Оркнейските острови в Росайт във Ферт оф Форт за подготовка към отбраната на Британия в случай на немски морски десант. От ноември до декември той съпровожда британските конвои, които плават от Халифакс и за Халифакс (Нова Шотландия). През януари 1941 г. той участва в боевете срещу линкорите „Шарнхорст“ и „Гнайзенау“, обаче операцията е неудачна и британците не успяват да потопят тези кораби. На 16 март все пак „Родни“ влиза в поредния контакт с линкорите, обаче те успяват да се измъкнат от преследвачите.

### Ловът на „Бисмарк“
През май 1941 г. „Родни“ под командването на адмирал Фредерик Далримпъл-Хамилтън заедно с два разрушителя съпровожда британския транспортен кораб „Британик“ за Канада. На 24 май 1941 г. екипажа получава радиограма със заповед незабавно да влезе в състава на специалния отряд за унищожаването на „Бисмарк“. На 26 май линкора се среща с другия линкор „Кинг Джордж V“ и се насочва с него за пресрещане на немците. Сутринта на 27 май, в 08:00, при поддръжката на крайцерите „Норфолк“ и „Дорсетшир“ той настига немския кораб (разстояние 21 морски мили при видимост от 10 морски мили). „Родни“ поддържа курс на север така, че да води огън по „Бисмарк“ от достатъчна дистанция.
Огъня е открит в 08:47. В 09:08 „Родни“ изстрелва свои 406-мм снаряди и попада в немските носови кули „Антон“ и „Бруно“, изваждайки от строя последната; второто попадение разрушава предния контролен пункт, от взрива загиват почти всичките висши офицери в екипажа. „Бисмарк“ не прекратява своята стрелба, но в 09:31 кула „Цезар“ дава залп и излиза от строй. Разривите на снарядите повреждат британския линкор и заклинват торпедните апарати на кораба. В крайна сметка екипажа на „Бисмарк“ напълно се съсредоточава в борбата с линкора „Родни“, което става и капан за немците. По повод на това адмирал Хернси отбелязва: „Слава Богу, че немците стрелят по „Родни““. След 44 минути „Родни“ вече се приближава на разстояние до 3 км, което му позволява да стреля в упор, в същото време „Кинг Джордж V“ продължава стрелбата от голямо разстояние.
Запаса гориво на британците почти привършва, но и немците не могат повече да се движат към порт, вследствие на което „Родни“, „Кинг Джордж V“ и разрушителите са отзовани. Линкора е довършен от крайцерите „Норфолк“ и „Дорсетшир“, които изстрелват свои торпеда. Според някои данни, командира на кораба Линдеман е убит от снаряд на „Родни“, обаче спасилите се от „Бисмарк“ моряци утвърждават, че той остава на съда докрай и потъва заедно със своя кораб.

### Съединение H
След края на операцията линкора се насочва в Бостън за ремонт. Подобно действие има и политическо значение: САЩ, приемайки кораба, изразяват готовност да се сражават на страната на антихитлеровата коалиция. По време на ремонта екипажа служи в Гражданския корпус по охрана на обкръжаващата среда, някои от моряците даже успяват да създадат семейства в САЩ. През септември 1941 г. кораба се връща в състава на флота и се насочва за Гибралтар, където като член на съединението „H“ участва в съпровождането на конвоите за Малта. През ноември е на стоянка в Исландия, до май 1942 г. се ремонтира, връща се в съединение „H“ след ремонта. Участва в десанта на войските в Алжир, десантите в Сицилия и Салерно. От октомври 1943 г. отново служи в британския домашен флот, участва в операция „Оверлорд“, обстрелвайки Кан и Олдерни. На 7 юни 1944 г. се сблъсква със съда LCT-427, което води до гибелта на 13 моряка. През септември 1944 г. за първи път съпровожда конвой за Мурманск.

### Край на службата
За времето на войната изминава над 156 хиляди морски мили, даже с оглед на това, че неговите двигатели не работят в пълна сила от 1942 г. Проблемите с машинното отделение водят до това, че кораба в първата година след войната е изваден от състава на флота. На 26 март 1948 г. в Инверкитинг кораба е официално продаден и пуснат за скрап.